# Project Censored
Project Censored est un projet de l'université d'État de Californie lancé en 1976 pour éduquer le public et les étudiants sur l'importance de la libre expression.